# Otto Schott
Friedrich Otto Schott (Witten, 17 dicembre 1851 – Jena, 27 agosto 1935) è stato un chimico e imprenditore tedesco, ha inventato il vetro borosilicato e fondato la Schott AG.

## Biografia

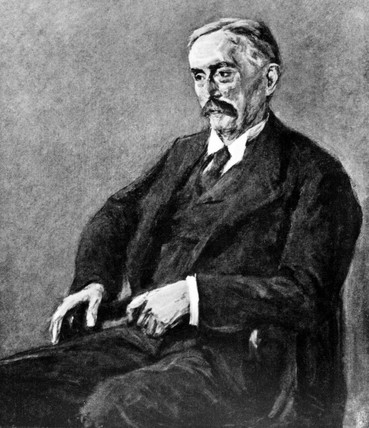
Otto Schott, Gemälde di Max Liebermann

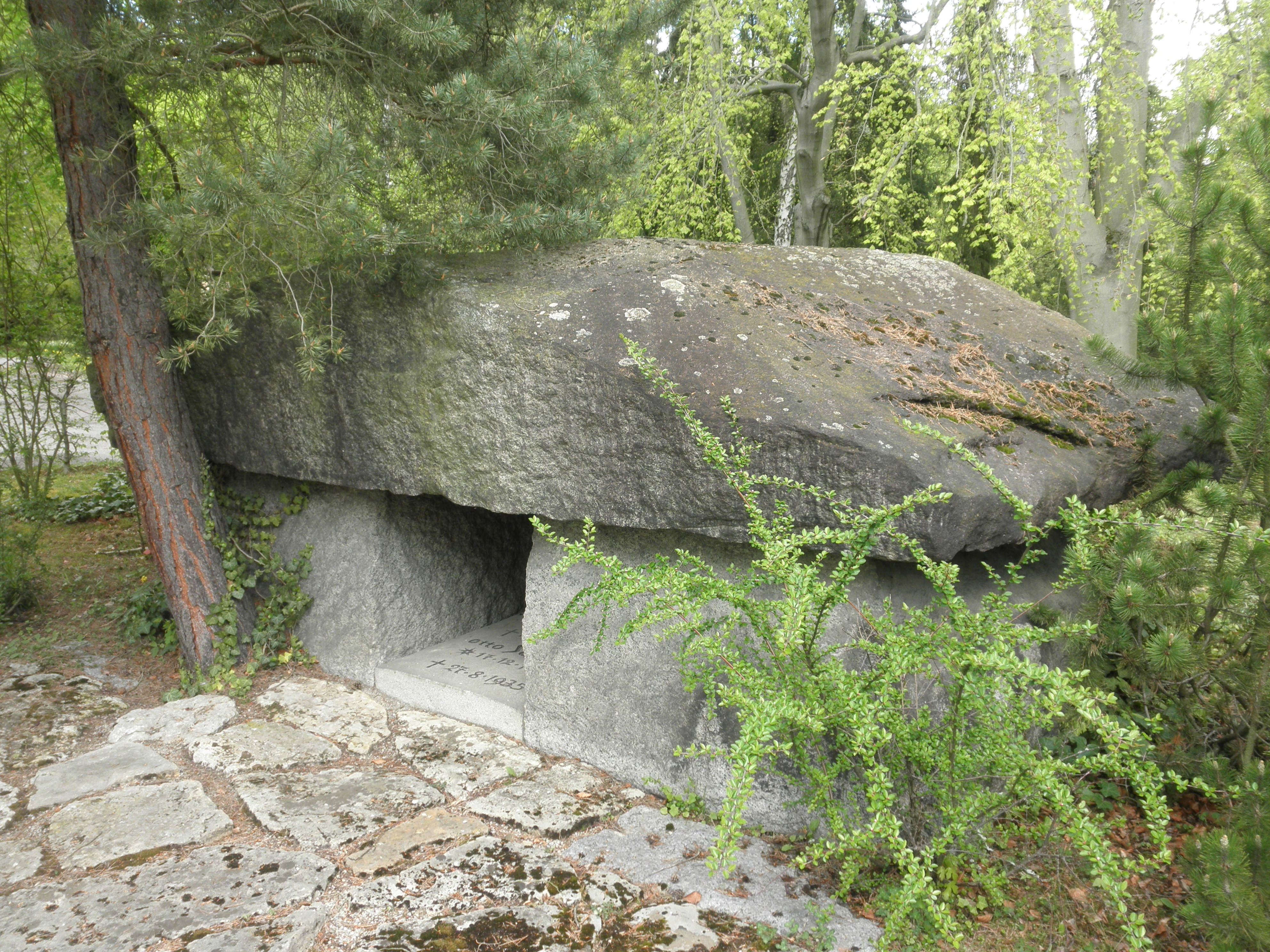
Tomba di Otto Schott (e Gattin) dal 1935 al Nordfriedhof di Jena

Friedrich Otto Schott dopo gli studi in chimica alla Rheinisch-Westfälische Technische Hochschule Aachen (qui fu tra i fondatori di Corps Teutonia) alla Julius-Maximilians-Universität Würzburg e alla Universität Leipzig, Otto Schott con una tesi sulla chimica del vetro alla Friedrich-Schiller-Universität Jena diventa Dr. phil. Nella casa dei genitori sperimenta, dove nel 1879 sviluppa un nuovo vetro al litio. Nota per la prima volta la omogeneità, vista con la spettrometria. Fino al 1884 sviluppa vetri per impieghi nell'ottica. Nello stesso tempo inizia presso la fabbrica di lastre di vetro di Witten, la produzione dei vetrini per microscopi. Raggiunge il mercato inglese togliendo il monopolio nel settore, raggiungendo il 20% delle quote di mercato dei vetrini.
Il vetro al litio fu inviato al fisico Ernst Abbe per una prova. Dopo una corrispondenza breve si recò nel 1882 a Jena. Fondò assieme a Ernst Abbe a Roderich Zeiss e Carl Zeiss nel 1884 un laboratorio di ottica, più tardi noto come Jenaer Glaswerk Schott & Genossen. Successivamente dalla fusione commerciale della produzione di vetri per ottica e di vetri termici, aumentò il catalogo dell'azienda, grazie anche all'invenzione del vetro borosilicato nel 1887 (Jenaer Glas). La produzione ebbe aumento con l'introduzione di vetri per lampade (cilindri per lampade a gas o lampade a petrolio). Fino al 1909 ne furono prodotti più di 30 milioni di pezzi.
Lo sviluppo ulteriore del vetro borosilicato fu quello impieghi sempre nell'ottica tipo lenti per microscopi e telescopi. Nel 1905 diventa dottore onorario della Università tecnica di Dresda.
Nel 1909 l'azienda Schott raggiunse i 1090 dipendenti. Nel 1919 cedette le azioni alla Carl-Zeiss-Stiftung. Schott lavorò ancora fino al 1926 nella ditta come „Beamter“ e socio.
L'opera di Schott può essere vista nello Optisches Museum Jena e nello Schott GlasMuseum di Jena. La tomba la si può trovare nel cimitero di Jena Nordfriedhof (campo 14).

## Scritti (parziale)
- Beiträge zur Theorie und Praxis der Glasfabrikation, Dissertation, Jena 1875.
- Der Briefwechsel zwischen Otto Schott und Ernst Abbe über das optische Glas, 1879–1881 (bearbeitet von Herbert Kühnert), Veröffentlichungen der Thüringischen Historischen Kommission, Band 2, Jena 1946.

## Onorificenze
- L'istituto Otto-Schott-Gymnasium viene intitolato nel dicembre 2011 presso la città di Mainz dove il chimico e tecnico del vetro lavorava, così come la Otto-Schott-Realschule di Witten porta il suo nome.

## Filmografia
- Otto und Erich Schott - Glas für die ganze Welt. Dokumentarfilm, Deutschland, 2006, 29 Min., Buch und Regie: Jürgen Lossau, Produktion: aktion.tv, MDR, Reihe: Lebensläufe, Erstsendung: 1. Oktober 2006 im MDR (Inhaltsangabe von ARD).